# Hans von Lenke
Johannes (Hans) Georg Lenke, seit 1896 von Lenke (* 5. Januar 1837 in Stettin; † 26. Oktober 1917 in Wiesbaden) war ein preußischer General der Kavallerie.

## Leben
Er war ein Sohn des Justizrats Sigismund Heinrich Lenke (1806–1864).
Lenke studierte zunächst an der Universität Bonn, wo er Mitglied des Corps Hansea war, und trat 1858 als Einjährig-Freiwilliger in das 2. Garde-Regiment zu Fuß der Preußischen Armee ein. 1859 wurde er Sekondeleutnant im 2. Landwehr-Regiment und im Jahr darauf in das 2. Pommersche Ulanen-Regiment versetzt. Mit diesem nahm er 1866 am Deutschen Krieg teil und wurde mit dem Roten Adlerorden VI. Klasse mit Schwertern ausgezeichnet. Während des Krieges gegen Frankreich 1870/71 war er zum Generalstab der 3. Armee kommandiert und erwarb das Eiserne Kreuz I. Klasse. Nach dem Krieg wurde er längere Zeit im Großen Generalstab beschäftigt. 1878 kommandierte man ihn zu Übungen einer italienischen Kavalleriedivision. 1882 wurde er Kommandeur des 2. Rheinischen Husaren-Regiments Nr. 9. Ab 4. Dezember 1888 war Lenke Kommandeur der 14. Kavallerie-Brigade in Düsseldorf und wurde am 22. Mai 1889 Generalmajor. Mit seiner Beförderung zum Generalleutnant folgte am 27. Januar 1892 die Ernennung zum Kommandeur der 19. Division in Hannover. In dieser Stellung wurde er am 24. Januar 1894 mit dem Stern zum Roten Adlerorden II. Klasse mit Eichenlaub und Schwertern am Ringe ausgezeichnet. Wilhelm II. erhob ihn am 18. Januar 1896 in den erblichen preußischen Adelsstand.
Am 20. Mai 1896 wurde Lenke in Genehmigung seines Abschiedsgesuches mit der gesetzlichen Pension zur Disposition gestellt. Lenke erhielt am 10. September 1897 noch den Charakter als General der Kavallerie. Seinen Ruhestand verbrachte er in Wiesbaden. Nach nachmaliger Würdigung seiner langjährigen Verdienste wurde er am 19. Oktober 1904 mit dem Roten Adlerorden I. Klasse mit Eichenlaub und Schwertern am Ringe ausgezeichnet.